# 503-й гвардейский мотострелковый полк
503-й гвардейский мотострелковый Фастовский ордена Ленина, Краснознамённый, орденов Суворова и Богдана Хмельницкого полк (503 мсп, в/ч 75394) — тактическое формирование Сухопутных войск СССР и Сухопутных войск Российской Федерации.
Формирование входит в состав 19-й мотострелковой дивизии 58-й общевойсковой армии. Пункт постоянной дислокации — г. Владикавказ Республики Северная Осетия, с 2002 года — станица Троицкая в Республике Ингушетия.

## История
К 1991 году полк находился в сокращённом составе с минимумом бронетехники и артиллерии. Полк располагал: 31 — Т-72, 6 — БМП (4 — БМП-1, 2 — БРМ-1К), 4 — БТР-70, 12 — 2С1, 12 — 2С12, 2 — БМП-1КШ, 3 — Р-145БМ, 8 — МТ-ЛБТ.
В 1991 году 503-й мотострелковый полк 19-й мотострелковой дивизии объединён с 200-м гвардейским мотострелковым полком 12-й гвардейской танковой дивизии. В ходе слияния, 503-му полку переданы регалии и боевое знамя 200-го полка. 200-й гвардейский мотострелковый полк ведёт свою историю от 22-й гвардейской мотострелковой Фастовской ордена Ленина, Краснознамённой, орденов Суворова и Богдана Хмельницкого бригады 6-го гвардейского танкового корпуса. В 1945 году бригада была переформирована в 22-й гвардейский мотострелковый полк (с 1953 — механизированный). С 1957 года формирование носило наименование 200-й гвардейский мотострелковый полк.
22-я гвардейская мотострелковая бригада была преобразована из 13-й мотострелковой бригады в июле 1943 года, при преобразовании 12-го танкового корпуса в 6-й гвардейский танковый корпус. Находилась в составе действующей армии в периоды:
- с 17 июля 1943 года по 14 августа 1943 года;
- с 10 сентября 1943 года по 06 сентября 1944 года;
- с 28 октября 1944 года по 11 мая 1945 года[9]

Весь период ВОВ 22-я гвардейская мотострелковая бригада находилась в составе 6-го гвардейского танкового корпуса 3-й гвардейской танковой армии.
Зимой 1994—1995 гг. полк участвовал в штурме Грозного в составе группировки федеральных сил «Запад». Полк имел в своём составе 2387 человек личного состава, 27 танков, 127 БМП, 18 артиллерийских орудий. В г. Грозный полк приехал 1 января 1995 года, опоздав на штурм. В ходе дальнейших боёв в плен к чеченцам попал взвод 503-го полка под командованием старшего лейтенанта М. Ященко.
Во Второй чеченской войне полк принимал участие в боях за село Комсомольское в 2000 году.
503-й полк принимал участие в Пятидневной войне. 10 августа в 7:00 полк вошёл в столицу
Южной Осетии. В течение дня полк вёл уличные бои с грузинской армией в городе. К концу 10 августа грузинские военные были вытеснены из города.
К началу 2009 года полк имел численность 2440 человек и располагал следующим вооружением и техникой: 29 — Т-72, 115 — БТР-80, 1 — БМП-2, 3 — БРМ-1К, 2 — 2С3 «Акация», 1 — БМП-1КШ, 2 — ПРП-4, 2 — ПУ-12, 5 — Р-145БМ, 5 — РХМ, 1 — БРЭМ-4, 1 — МТП-ЛБ, 1 — МТУ-20.
В ходе реформы Вооружённых сил России полк был расформирован в 2009 году.
В 2021 году полк был воссоздан на территории Ингушетии в станице Троицкая.

## Состав

### 1943
Состав 22-й гвардейской мотострелковой бригады (штаты № 010/420-010/431, 010/451):
- Управление бригады (штат № 010/420);
- 1-й мотострелковый батальон (штат № 010/421);
- 2-й мотострелковый батальон (штат № 010/421);
- 3-й мотострелковый батальон (штат № 010/421);
- Миномётный батальон (штат № 010/422);
- Артиллерийский дивизион (штат № 010/423);
- Рота противотанковых ружей (штат № 010/424);
- Рота автоматчиков (штат № 010/425);
- Разведывательная рота (штат № 010/426);
- Рота управления (штат № 010/427);
- Рота технического обеспечения (штат № 010/428);
- Инженерно-минная рота (штат № 010/429);
- Автомобильная рота (штат № 010/430);
- Медико-санитарный взвод (штат № 010/431);
- Зенитно-пулемётная рота (штат № 010/451)

## Командиры
- 23.07.1943 (по другим данным с 15.08.1943) — 25.07.1944 Михайлов, Николай Лаврентьевич, полковник (погиб 25.07.1944);
- 25.07.1944 — 20.08.1944, врид Савельев, Михаил Фёдорович, подполковник;
- 25.04.1945 — 30.04.1945, ид Шаповалов, Евгений Петрович, подполковник;
- 20.08.1944 — 10.06.1945 Богданов, Хамзя (Хамза) Салимович, полковник[13].

## Герои России
- командир 503-го полка, гвардии полковник Стволов, Сергей Николаевич[4]
- командир танкового взвода, гвардии старший лейтенант Луценко, Александр Алексеевич
- военнослужащий 503-го полка, гвардии рядовой Кораблёв, Алексей Михайлович

## Награды и наименования
| Награда (наименование)                | Дата награждения                                                                 | За что получена |
| ------------------------------------- | -------------------------------------------------------------------------------- | --- |
| Почётное звание «Гвардейский»         | присвоено приказом Народного комиссара обороны СССР № 0404 от 26 июля 1943 года. | за проявленные героизм и отвагу, за стойкость, мужество, дисциплину, организованность и умелое выполнение боевых задач                                                             |
| Почётное наименование «Фастовский»    | присвоено приказом Верховного главнокомандующего от 7 ноября 1943 года           | в ознаменование одержанной победы и отличия в боях за освобождение города Фастов                                                                                                   |
| Орден Ленина                          | награждён указом Президиума Верховного Совета СССР от 4 июня 1945 года           | за образцовое выполнение заданий командования в боях с немецкими захватчиками при овладении столицей Германии городом Берлин и проявленные при этом доблесть и мужество            |
| Орден Красного Знамени                | награждён указом Президиума Верховного Совета СССР от 1 января 1944 года         | за образцовое выполнение боевых заданий командования на фронте борьбы с немецкими захватчиками и проявленные при этом доблесть и мужество                                          |
| Орден Суворова II степени             | награждён указом Президиума Верховного Совета СССР от 19 февраля 1945 года       | за образцовое выполнение заданий командования в боях с немецкими захватчиками, за овладение городами Ченстохова, Пшедбуж и Радомско и проявленные при этом доблесть и мужество     |
| Орден Богдана Хмельницкого II степени | награждён указом Президиума Верховного Совета СССР от 3 апреля 1944 года         | за образцовое выполнение заданий командования в боях за освобождение городов Проскуров, Каменец-Подольский, Чертков, Гусятин, Залещики и проявленные, при этом доблесть и мужество |